# Get Down (You're the One for Me)
«Get Down (You're the One for Me)» es una canción y el tercer sencillo lanzado por los Backstreet Boys de su álbum internacional debut del mismo nombre. Se incluyó más tarde en el álbum debut estadounidense también. En algunos países «Get Down (You're the One for Me)» fue lanzado como su sencillo debut.
La canción presenta un rap con el primer verso por Smooth T. del grupo Fun Factory, y el segundo por el miembro de la banda, A. J. McLean. Cuando se presenta en vivo, excepto unos pocos aislados en los que Smooth T. estuvo disponible para unirse a la banda, McLean rapea una letra alternativa durante el verso de Smooth T. El primer rap alternativo fue grabado para la canción, y fue utilizado en Markus Plastik Vocal Remix de la canción:
So get ready - ready for the flavor we are bringin' / It's time I set it off and get your body swingin' / When we're alone, girl, I wanna push up / Can I get it? (yeah!) Everybody throw your hands up.

## Video musical
En el vídeo musical, la banda canta y baile en una parte superior iluminada en color blanca de una bola de disco, mientras dentro de una segunda bola, los paneles individuales contienen una o dos personas bailando la canción. Smooth T. aparece y canta por encima de la banda durante su rap. El vídeo fue dirigido por Alan Calzatti. La filmación del vídeo se hizo en abril de 1996. El video musical cuenta con más de 47 millones de reproducciones en la plataforma de YouTube.

## Discos sencillos
Europa
1. «Get Down (You're the One for Me)» [LP Edit - No Rap]
2. «Get Down (You're the One for Me)» [Dezign Radio I]
3. «Get Down (You're the One for Me)» [CL Vocal Journey Readio Edit]
4. «Get Down (You're the One for Me)» [Markus Plastik Vocal Radio Edit]
5. «Get Down (You're the One for Me)» [Dezign Dub Radio Edit]

Inglaterra
1. «Get Down (You're the One for Me)» [LP Edit - No Rap]
2. «Get Down (You're the One for Me)» [Dezign Radio II]
3. Backstreet Boys Present

Paquete de Últimos Remixes
1. «Get Down (You're the One for Me)» [Smokin' Beats Club Mix]
2. «Get Down (You're the One for Me)» [Blue Haired Beats]
3. «Get Down (You're the One for Me)» [Smokin' Beats Dub]
4. «Get Down (You're the One for Me)» [DEZIGN Dub]

Remixes Vinilo
1. «Get Down (You're the One for Me)» [C.L. Vocal Journey]
2. «Get Down (You're the One for Me)» [Markus Plastic Vocal Mix]
3. «Get Down (You're the One for Me)» [Edge Factor Dub]
4. «Get Down (You're the One for Me)» [LP Edit - No Rap]
5. «Get Down (You're the One for Me)» [DEZIGN 12"]
6. «Get Down (You're the One for Me)» [DEZIGN Dub]

## Posicionamiento
| Lista (1996)                     | Posición máxima |
| -------------------------------- | --------------- |
| Australian Singles Chart         | 44              |
| Austrian Singles Chart           | 4               |
| Belgian (Flanders) Singles Chart | 5               |
| Belgian (Walonia) Singles Chart  | 5               |
| Canadian Singles Chart           | 6               |
| Canadian RPM Singles Chart       | 39              |
| Dutch Singles Chart              | 3               |
| Finnish Singles Chart            | 18              |
| French Singles Chart             | 15              |
| German Singles Chart             | 5               |
| Irish Singles Chart              | 19              |
| New Zealand Singles Chart        | 34              |
| Swedish Singles Chart            | 17              |
| Swiss Singles Chart              | 7               |
| UK Singles Chart                 | 14              |